# Jan Kutnauer ze Sonnenštejna
Jan Kutnauer ze Sonnenštejna (též Jan Kutnauer ze Sonenštejna) (1581 – 21. června 1621, Praha) byl staroměstský konšel, purkmistr, vinárník, advokát a vojenský hejtman ze stavovského povstání. Jeden ze 27 českých pánů, kteří byli 21. června 1621 popraveni na Staroměstském náměstí za účast na stavovském povstání.
20. února 1621 byl uvězněn ve staroměstské „špince“. Byl nejmladším z popravených. Kat jej oběsil na trámu vystrčeném z okna Staroměstské radnice, což byla ta největší potupa pro českobratrské věřící. V této církvi zastával post prokurátora. Jeho nevlastní otec, Simeon Sušický ze Sonnenštejna, byl popraven hned po něm.